# 水东镇 (临武县)
水东乡，是中华人民共和国湖南省郴州市临武县下辖的一个乡镇级行政单位。2012年4月，水东乡、接龙乡成建制合并，设立水东镇。以原水东乡、接龙乡的行政区域为新设水东镇的行政区域，水东镇辖14个建制村，总面积69.10平方公里，总人口1.84万人，镇人民政府驻深渡（原水东乡人民政府驻地）。 

## 行政区划
- 原水东乡撤销前行政区划代码431025206；下辖孙南村、黄家村、新坪村、东江村、深渡村、畔塘村、旺田村、小城村共计8个行政村。
- 原接龙乡撤销前行政区划代码431025207；下辖天堂坪村、茅金坪村、斗水坪村、黄泥坪村、神山村、桃竹村共计6个行政村。